# Sainte-Anne-sur-Vilaine
Sainte-Anne-sur-Vilaine is een gemeente in het Franse departement Ille-et-Vilaine (regio Bretagne). De plaats maakt deel uit van het arrondissement Redon. Sainte-Anne-sur-Vilaine telde op 1 januari 2022 1.032 inwoners.

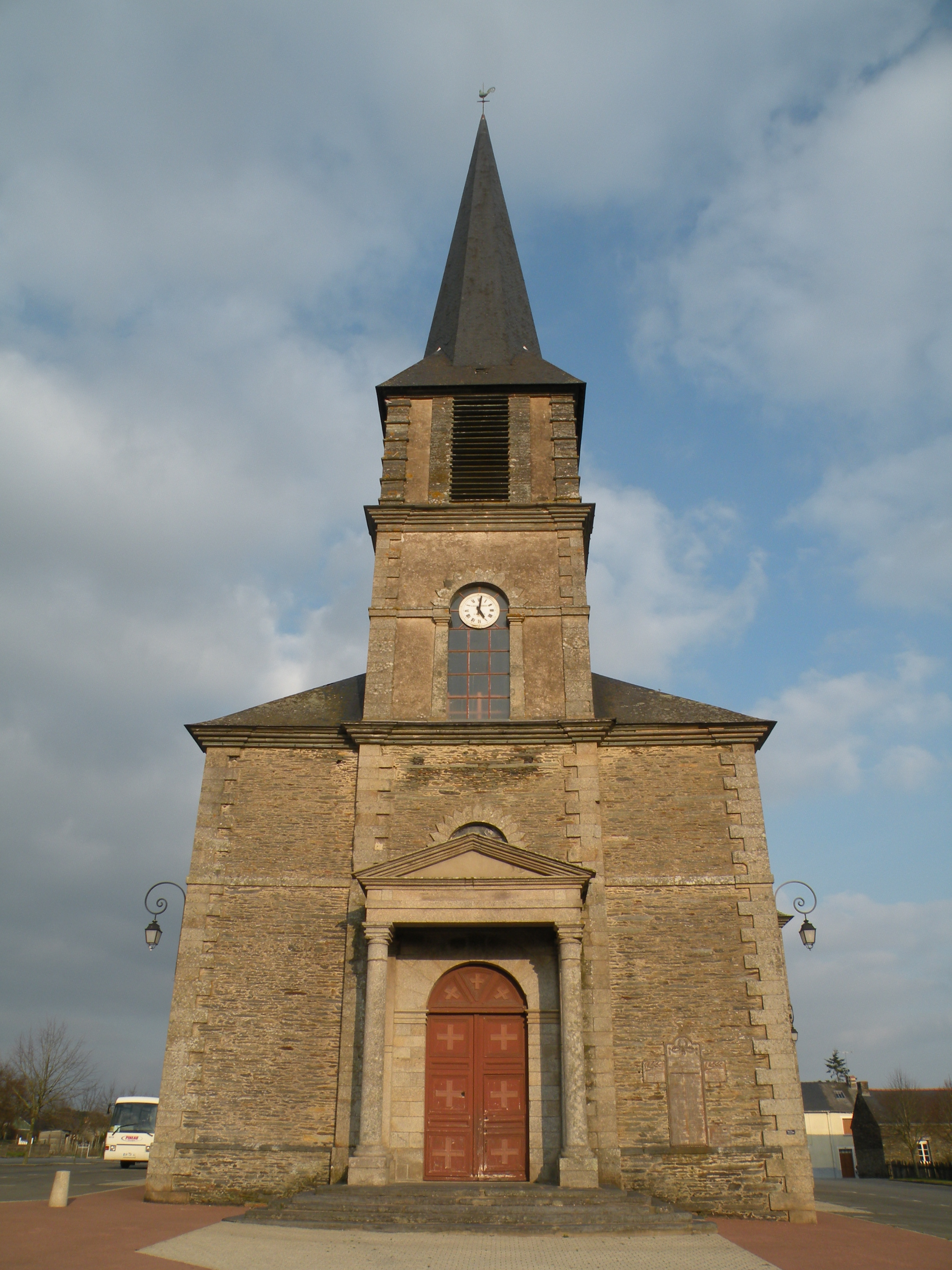
Kerk van Sainte-Anne-sur-Vilaine
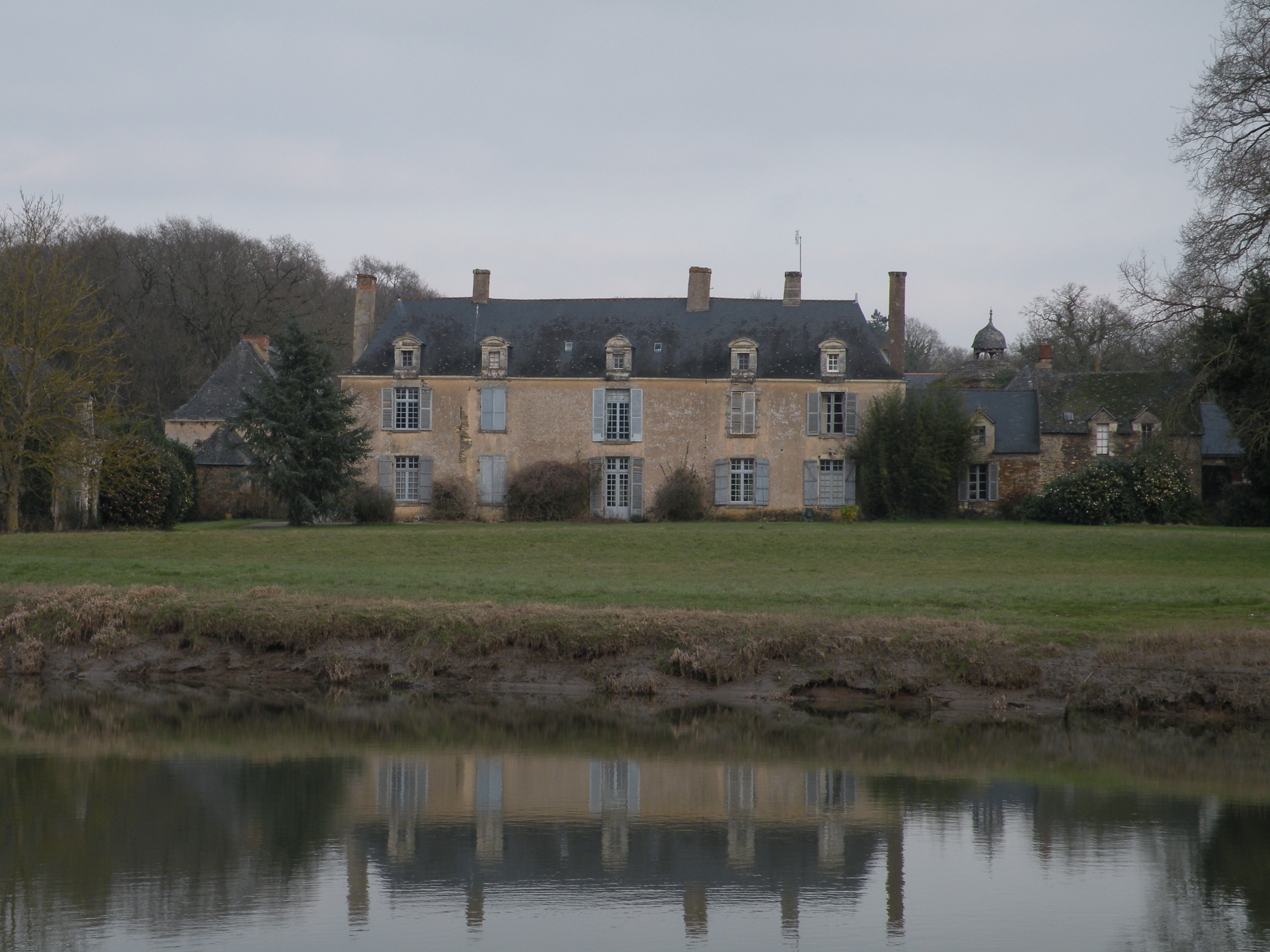
Kasteel Port de Roche

## Geografie
De oppervlakte van Sainte-Anne-sur-Vilaine bedroeg op 1 januari 2022 28,57 vierkante kilometer; de bevolkingsdichtheid was toen 36,1 inwoners per km².

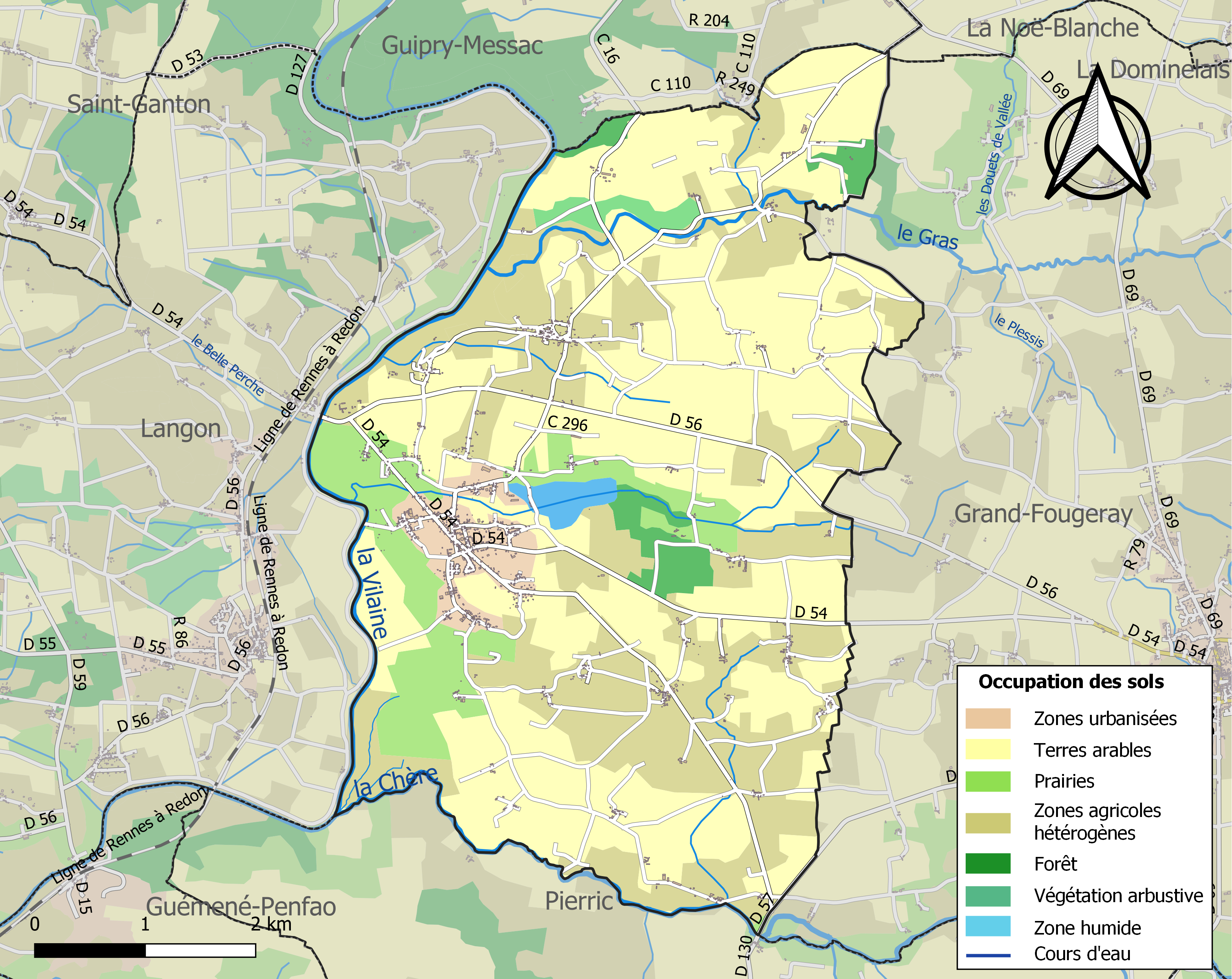
Kaart van de gemeente met belangrijkste infrastructuur, bodemgebruik en omliggende gemeenten

## Demografie
Onderstaande figuur toont het verloop van het inwonertal (bron: INSEE-tellingen).